# Hans Rasmuson
Hans Edvard Rasmuson, född 14 juli 1887 i Äspö församling, död 15 oktober 1924 i Hilleshög, Härslövs församling, var en svensk ärftlighetsforskare och växtförädlare.
Hans Rasmuson var son till kantorn Nils Ramusson. Han avlade mogenhetsexamen i Lund 1906 och studerade därefter vid universitetet där och blev filosofie magister 1911, filosofie licentiat 1916 och filosofie doktor 1921. Efter amanuenstjänst i entomologi i Lund 1908–1910 och lärarvikariat vid Folkskoleseminariet i Växjö 1912 var han assistent vid Biologische Anstalt für Land- und Forstwissenschaft i Berlin-Dahlem 1912–1916 med sin verksamhet huvudsakligen förlagd till Metz. Från 1916 till sin död var han föreståndare för Svenska Sockerfabriks AB:s betförädlingsinstitution i Hilleshög. De sista åren besvärades han av tilltagande sjuklighet. Rasmusons forskning tillhörde den botaniska genetiken, där han först publicerade några studier över blomfärgers nedärvning. Hans viktigaste skriver i ämnet var doktorsavhandlingen Beiträge zu einer genetischen Analyse zweier Godetia-Arten und ihrer Bastarde (1921) samt arbeten rörande vinrankan (Kreuzungsuntersuchungen bei Beben, 1916) och sockerbetan Zur Frage von der Entstehungsweise der roten Zuckerrüben, 1919).